# Павловски Връх
Павловски Връх (на словенски: Pavlovski Vrh) е село в Словения, Подравски регион, община Ормож. Според Националната статистическа служба на Република Словения през 2015 г. селото има 138 жители.